# Kazimierz Chudy
Kazimierz Chudy (ur. 4 marca 1928 w Nowym Tomyślu, zm. 1 czerwca 2014 w Toruniu) – generał brygady WP.
Do 1939 uczeń szkoły powszechnej w Ostrowie Wielkopolskim. Podczas okupacji na przymusowych robotach w Niemczech. W 1949 skończył gimnazjum i liceum dla dorosłych. Dostał się na Wydział Lotniczy Politechniki Wrocławskiej, jednak został wcielony do Szkolnej Baterii Oficerów Rezerwy Artylerii w Węgorzewie. 1951-1953 dowódca baterii, później pomocnik szefa sztabu ds. zwiadu 140 Pułku Artylerii Haubic w Orzyszu. 1953-1955 dowódca dywizjonu artylerii w brygadzie artylerii haubic. 
W 1959 skończył studia w Akademii Sztabu Generalnego WP i został szefem sztabu 101 Pułku Artylerii Przeciwpancernej w Kwidzynie. 1966-1972 dowódca pułku artylerii w tym mieście. 1972-1974 na studiach w ZSRR, potem do 1978 dowódca 2 Pomorskiej Brygady Artylerii w Choszcznie. W czasie gdy dowodził tą brygadą, otrzymała ona bardzo dobre oceny i tytuł „Mistrza Gospodarności WP”. W czerwcu 1978 został komendantem-rektorem Wyższej Szkoły Oficerskiej Wojsk Rakietowych i Artylerii w Toruniu, która za jego kierownictwa zdobyła dwukrotnie tytuł „Przodującej WSO w WP” dzięki jego modernizacjom i innowacjom. Przekształcił Bibliotekę Główną tej uczelni w typowo akademicką placówkę i przyczynił się do uzyskania stopni naukowych przez kilkudziesięciu oficerów. 
Jesienią 1984 został awansowany na generała brygady; nominację wręczył mu w Belwederze przewodniczący Rady Państwa PRL prof. Henryk Jabłoński. Jesienią 1991 przeszedł w stan spoczynku, pożegnany przez ministra obrony narodowej wiceadm. Piotra Kołodziejczyka.
Autor wielu opracowań z zakresu dowodzenia i szkolenia w wojskach rakietowych i artylerii.

## Odznaczenia i wyróżnienia
- Krzyż Komandorski Orderu Odrodzenia Polski
- Krzyż Oficerski Orderu Odrodzenia Polski (1977)
- Krzyż Kawalerski Orderu Odrodzenia Polski
- Złoty Krzyż Zasługi
- Medal 30-lecia Polski Ludowej
- Medal 40-lecia Polski Ludowej
- Wpis do Honorowej Księgi Czynów Żołnierskich (1977)

I wiele innych medali państwowych i resortowych.